# هوجوجیدونو

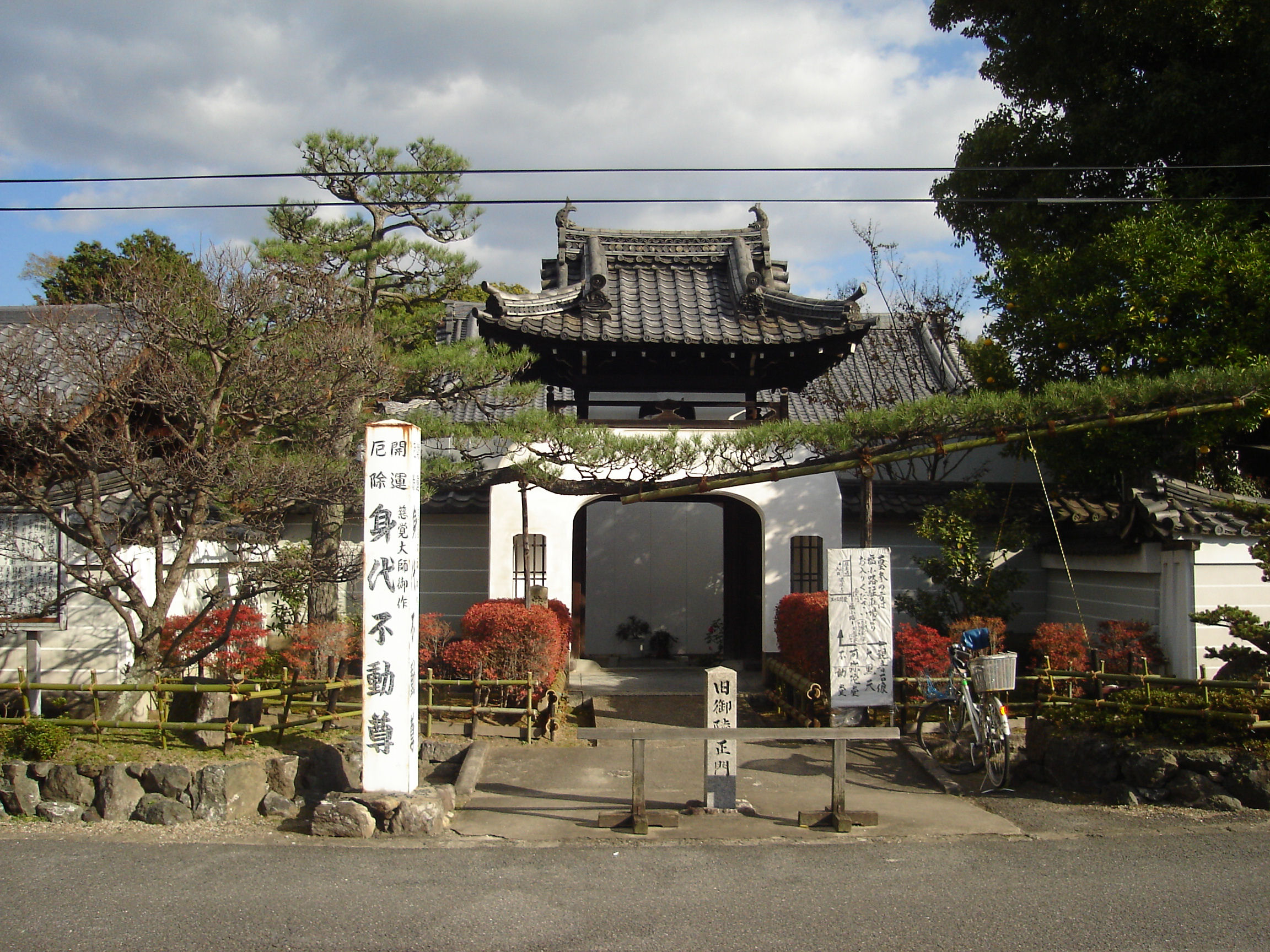

هوجوجیدونو (به ژاپنی: 法住寺 Hōjūjidono) یک معبد بودایی در کیوتو است که در زمان اینسی (حکومت پس از کناره‌گیری) امپراتور گو شیراکاوا محل اقامت وی بوده‌است.